# بائع الزهور
الزَّهَّار أو بائع الزهور (بالإنجليزية: Florist) هو أي تاجر يبيع الزهور المقطوفة بعد وضعها في أُصُص النباتات. وقد يبيع أيضاً أبصال النباتات، والبذور، وتربة الأُصص، ومختلف أدوات العناية بالنبات. يستخدم أغلب بائعي الأزهار مُصَفِّف أزهار ممن تلقّى تدريباً خاصاً في ترتيب الأزهار، وآخرون يقومون بترتيب الأزهار بأنفسهم.
تُجلب الأزهار لأغلب محلات البيع من مُستَنْبتَات ومشاتل تجارية. غير أن لبعض بائعي الأزهار حدائق أو مستنبتات يزرعون فيها أغلب، أو كل ما يبيعون من النباتات. وقد يشتري الزبائن أزهاراً أو نباتات من المحل أو يطلبون من البائع إرسالها إليهم. وينتمي كثير من بائعي الأزهار لرابطة تشكل تجمُّعًا لبائعي الأزهار في مختلف بلاد العالم. فإذا تلقى أحد بائعي الأزهار من المشتركين في هذه الرابطة طلباً بإرسال أزهار إلى مدينة أخرى، فإنه يحيل الطلب إلى بائع أزهار آخر، عضو في الرابطة في تلك المدينة. ويتم تحويل الطلب إما عن طريق الهاتف أو الحاسوب.
قد يحتاج بائع الأزهار المحترف لتدريب خاص لممارسة مهنته. فكثير من الناس يتّجهون ليكونوا بائعي أزهار بدراسة زراعة الأزهار أي علم إنتاج ورعاية نباتات الزينة. من المفيد أيضاً الإلمام بفنون البيع، ووسائل التخزين. وتُعِدّ بعض المدارس مناهج لتعليم زراعة الأزهار. وكثير من محلات بيع الأزهار لديها مناهج لتدريب المبتدئين في هذه المهنة.

## معرض صور

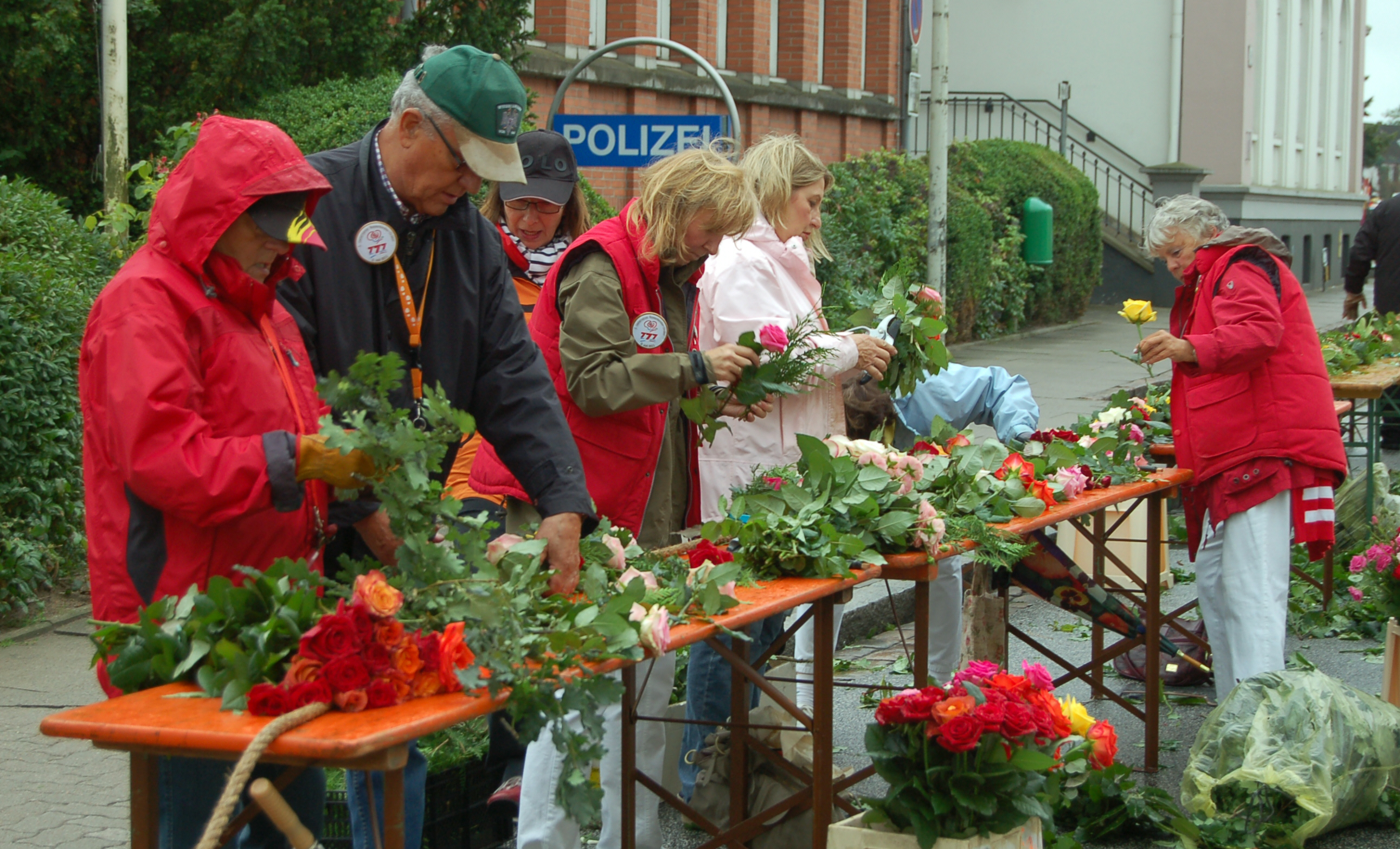
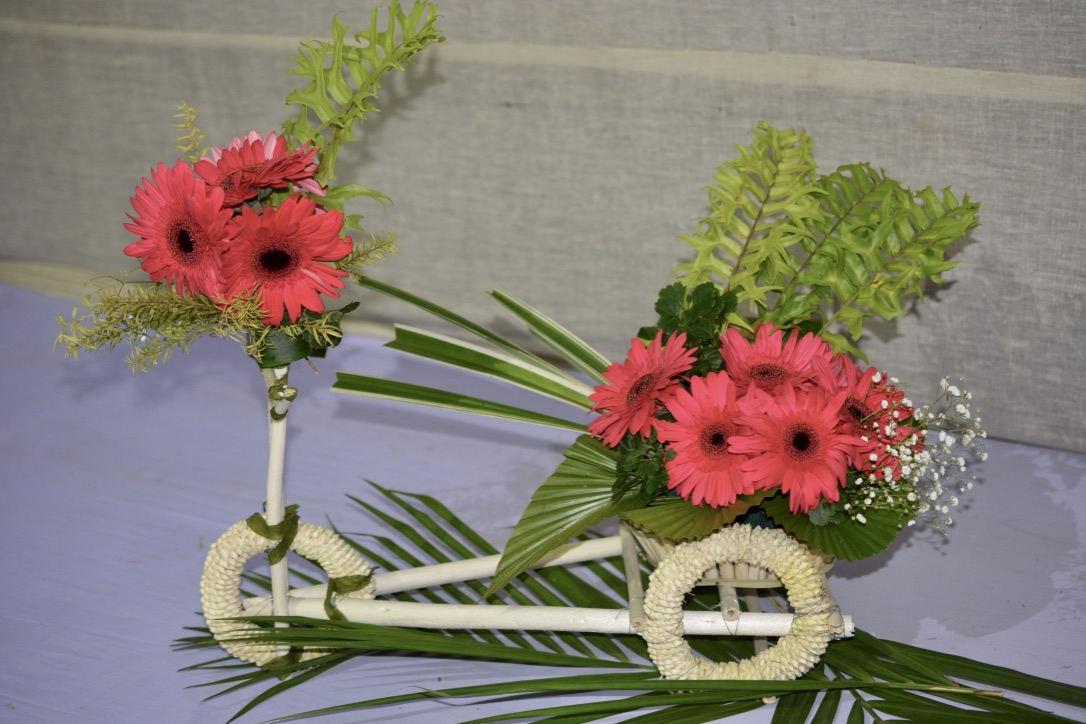
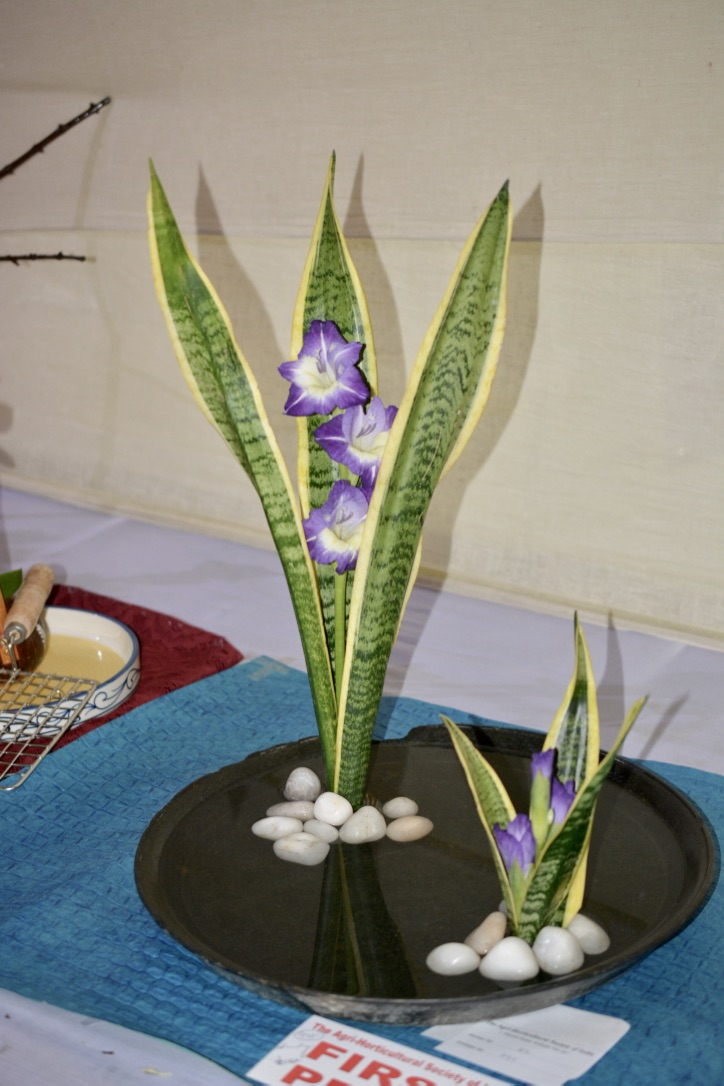
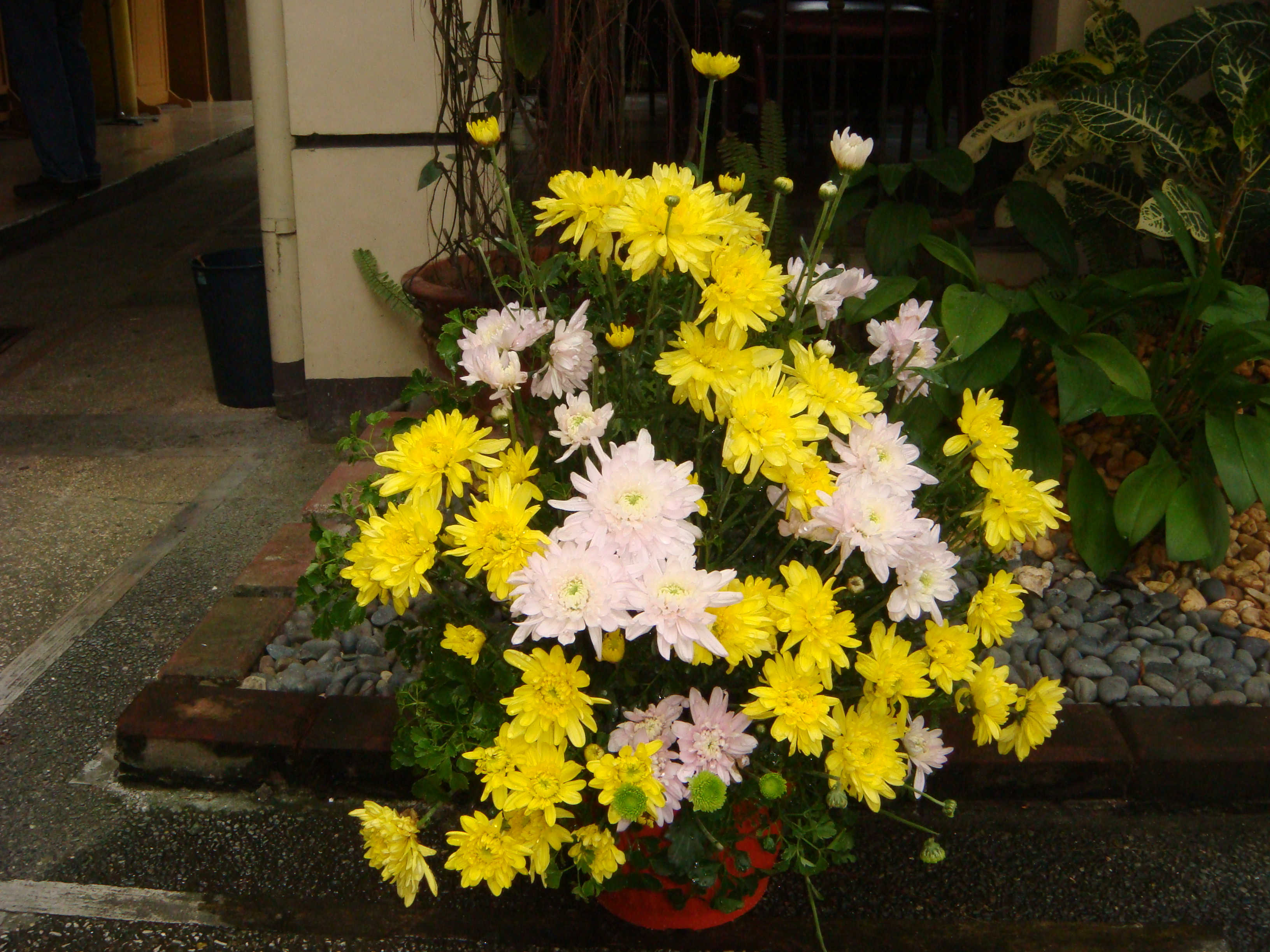